# ملیسا بیونسوی
ملیسا بیونسوی (انگلیسی: Melissa Bjånesøy؛ زادهٔ ۱۸ آوریل ۱۹۹۲) بازیکن فوتبال اهل نروژ است.
از باشگاه‌هایی که در آن بازی کرده‌است می‌توان به اشاره کرد.
وی همچنین در تیم‌های ملی فوتبال Norway women's national under-19 football team, Norway women's national under-20 football team, Norway women's national under-23 football team، و زنان نروژ بازی کرده‌است.